# 蓮池透
蓮池 透（はすいけ とおる、1955年〈昭和30年〉1月3日 - ）は、日本の政治活動家。1978年に北朝鮮に拉致された蓮池薫の実兄で、北朝鮮による拉致被害者家族連絡会事務局長を務めた。

## 経歴・人物
新潟県柏崎市出身。新潟県立柏崎高等学校卒業。1977年3月、東京理科大学工学部電気工学科卒業。同年4月、東京電力に入社。2002年、日本原燃出向。同社燃料製造部副部長。核廃棄物再処理（MOX燃料）プロジェクトを担当。2006年、東京電力原子燃料サイクル部部長（サイクル技術担当）。2009年夏に退社。
北朝鮮による日本人拉致問題について、「拉致は国家テロ。北朝鮮への経済制裁を行え」「これは戦争ですよ。アメリカならそうするでしょう」といった発言を繰り返し、また制裁要請のために横田滋・早紀江夫妻とともに渡米するなど強硬派と目されていた。2003年暮頃から、以前に比べて柔軟な発言が目立つようになる。翌年の第二次訪朝を機に、家族会や北朝鮮に拉致された日本人を救出するための全国協議会（救う会）の主流派との間で考えの違いが顕著となり、翌年4月には、事務局長から外れる。2008年以降は、北朝鮮への「圧力」に重きを置く路線の効果に疑問を呈し、政府間の直接交渉による帰国実現を主張し、北朝鮮との「対話」に重きを置く路線に理解を示している。
2009年頃から、家族会・救う会と一線を画する発言をおこなう一方、左派系とも見られる集会にも参加し、同年8月には現代企画室編集長の太田昌国と共著『拉致対論』を出版している。2015年12月9日には憲政記念館において、辻元清美議員の「政治活動20年へ、感謝と飛躍の集い in 東京」という政治資金規正法に基づく政治資金パーティーに参加した。2019年5月31日、山本太郎率いる政治団体「れいわ新選組」から国政選挙に立候補する意向を表明。同年7月、第25回参議院議員通常選挙の比例区に立候補したが落選した。
2022年6月10日、れいわ新選組から夏に行われる第26回参議院議員通常選挙の比例区に立候補することが発表されるが、結果再び落選。
2025年6月19日、れいわ新選組から夏の第27回参議院議員通常選挙の比例区に立候補することが発表された。同年7月20日の投開票の結果、れいわ新選組が全国比例で3議席を獲得する中、党内順位6位、投票数18,858票で落選。

### 雑誌「世界」での発言
岩波書店『世界』2008年7月号には、蓮池透の拉致問題に対する次のような発言が掲載された。
- 日本政府は少なくとも4度、北朝鮮を騙した。
- 地村（保志）さんは「国交がないことが拉致の背景にある」という。
- 国交正常化には拉致解決が先だとは思わない。それは一方的な主張。
- 圧力だけでは拉致問題の解決は不可能であり、対話を併用すべき。
- 拉致問題により、狭いナショナリズムが醸成された。
- 日本は植民地時代のことなど、歴史教育がよくされていない。
- 過去の清算を怠ってきた日本政府の責任で弟（蓮池薫）は拉致されたという論理も、成り立つかもしれない。
- 弟は「歴史の闇に葬り去られたことはいっぱいある」と言っている。
- 過去の清算をきちんとして朝鮮のほうが納得するようにやったらどうかと言いたい。
- 以前、横田（滋）さんの訪朝を止めたことについて謝罪したい。ウンギョンちゃんに会いに行っていただきたい。

### 家族会からの「退会」
2010年3月27日、家族会の総会は、「蓮池透を退会させるべきである」との旨を決議した。事務局長・増元照明は、「家族会の総意は北朝鮮への圧力を強化して交渉に臨むというもので、誤解を招く」と説明したという。翌3月28日には、蓮池の退会が家族会から発表された。これに対し、蓮池は、「家族会の総意はあくまで被害者の救出。私をはずすことで拉致問題が解決するなら甘んじて受け入れるが、残念でならない」「家族会の目的は被害者の救出であり、方法論が多少違ったとしても自由にものを言える多様性も必要ではないか。僕をやめさせることで拉致問題が少しでも進展すると判断されたのなら、甘んじて受けるしかない」とコメントしている。

### 著書に対する反応
2011年、『私が愛した東京電力―福島第一原発の保守管理者として』を著した。東北地方太平洋沖地震に伴う福島第一原子力発電所事故発生後、東京電力に奉職した原子力技術者として取材を受け、自らが保守を担当した3号機、4号機への思い入れについて語り、INES評価尺度でレベル7と発表されたことについて「工学的には絶対に起こりえないということです。私自身、安全審査にも関わっていたので、安全性には絶対の自信がありましたから」「あのような津波は想定していなかった」などとコメントし、柏崎刈羽原子力発電所から数kmの距離に居住する親族からも不安の声があったことを明かした。一方で、親族が東京電力に電話を入れたところ定型的な文句で返答した件について、拉致問題への政府の対応と同じなどと突き放した見解を示した。
2015年の著作『拉致被害者たちを見殺しにした安倍晋三と冷血な面々』では、安倍晋三が拉致問題を政治的に利用したと批判した。民主党の緒方林太郎が、この本を元に2016年1月12日の衆議院予算委員会において「（首相は）拉致を使ってのし上がったのか」などと安倍に問い、安倍が激怒する場面があった。家族会の有本明弘は、「首相は、講談社が販売したこの本に策謀と声を荒らげて発言しました。私もその通りだと思っています。そこに講談社が入っていることは明白であります」と批判した。また、横田早紀江は「一緒にまだ活動していた時の一生懸命やっていた彼の姿を私はいつも思い出しながら、本当にこんなことにどうしてなったのかなという悲しい思いです」と述べ、増元照明は「被害者を取り戻したご家族がもうこれ以上、外部にいろいろなことをしゃべらないでほしい。救出運動を邪魔してほしくないと思っています」と批判した。

## 著作

### 単著
- 『奪還 - 引き裂かれた二十四年』 2004年、新潮社 ISBN 4104599018
- 『奪還第二章 ―終わらざる闘い―』 2004年、新潮社 ISBN 978-4104599028
- 『拉致―左右の垣根を超えた闘いへ』 2009年、かもがわ出版 ISBN 4780302749
- 『私が愛した東京電力―福島第一原発の保守管理者として』 2011年、かもがわ出版 ISBN 4780304717
- 『拉致被害者たちを見殺しにした安倍晋三と冷血な面々』　 2015年 講談社 ISBN 4062199394
- 『告発 日本で原発を再稼働してはいけない三つの理由』 2018年、ビジネス社   ISBN 4828420487

### 共著
- （太田昌国）『拉致対論』2009年8月、太田出版 ISBN 978-4778311810
- （辛淑玉）『拉致と日本人』2017年6月、岩波書店 ISBN 4000024299
- （和田春樹、田中均、有田芳生、福澤真由美）2024年3月、岩波書店 ISBN 978-4000255097

### 書籍（掲載）
- 『#あなたを幸せにしたいんだ』山本太郎とれいわ新選組（2019/12/13、ISBN 978-4087808940）集英社 著：山本太郎
  - 蓮池透 ベストスピーチ・インタビュー「原発事故で抱えた借金を、再稼働で儲けて返す。こんなふざけた話ないと思いませんか？」
- れいわ一揆 製作ノート（ 2020/8/31[14]、ISBN 978-4774407265）皓星社　著：原一男＋風狂映画舎
  - れいわ新選組　オリジナルメンバーインタビュー（はすいけ透）

## 選挙歴
| 当落 | 選挙                     | 執行日         | 年齢 | 選挙区       | 政党         | 得票数    | 得票率 | 定数 | 得票順位 /候補者数 | 政党内比例順位 /政党当選者数 |
| ---- | ------------------------ | -------------- | ---- | ------------ | ------------ | --------- | ------ | ---- | ------------------ | ---------------------------- |
| 落   | 第25回参議院議員通常選挙 | 2019年07月21日 | 64   | 参議院比例区 | れいわ新選組 | 2万557票  | 1.67%  | 1    | 4/9                | 4/2                          |
| 落   | 第26回参議院議員通常選挙 | 2022年07月10日 | 67   | 参議院比例区 | れいわ新選組 | 1万7684票 | 0.76%  | 1    | 6/9                | 6/2                          |
| 落   | 第27回参議院議員通常選挙 | 2025年07月20日 | 70   | 参議院比例区 | れいわ新選組 | 1万8858票 |        | 1    | 6/12               | 6/3                          |